# TV조선 뉴스와 생활경제
TV조선 뉴스와 생활경제는 대한민국에서 평일 오전 10시~10시 10분에 텔레비전으로 방송되었던 TV조선의 평일 오전 시간대 뉴스 프로그램이다.
평일은 20분으로 방송분량이 나간다.

## 그 외 TV조선 뉴스 프로그램
- 모닝 뉴스 깨
- TV조선 정오뉴스
- 뉴스와이드 참
- TV조선 뉴스 (430)
- TV조선 뉴스 날
- TV조선 스포츠뉴스
- TV조선 뉴스와 날씨